# 복강림프절
복강림프절(腹腔lymph節, celiac lymph nodes)은 복강동맥을 따라 존재하는 림프절이다. 배의 다른 림프절은 위창자간막동맥, 아래창자간막동맥을 따라 위치한다. 복강림프절은 위림프절, 간림프절, 지라림프절로 나뉜다. 위, 샘창자, 이자, 지라, 쓸개관 등에서 나온 림프를 가슴림프관팽대로 보낸다.

## 추가 이미지

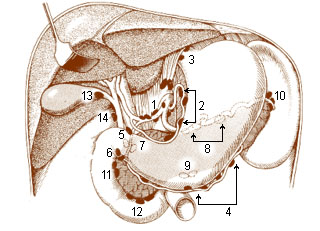
복강의 림프절

## 참고 문헌
이 문서는 현재 퍼블릭 도메인에 속하는 그레이 해부학 제20판(1918) page 706의 내용을 기초로 작성된 글이 포함되어 있습니다.
1. 1 2  “복강림프절(celiac node)”. 《아산병원》. 2022년 12월 30일에 확인함.